# Russisches Schutzkorps (Wehrmacht)

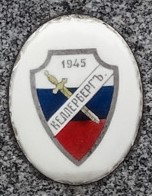
Gedenkabzeichen des Russischen Schutzkorps im Vertriebenenlager Kellerberg, Kärnten

Das Russische Schutzkorps (russisch Русский охранный корпус; serbisch-kyrillisch Руски заштитни корпус), kurz RSK, auch Russisches Schutzkorps Serbien, kurz RSS, oder Fabrikschutzgruppe, war eine bewaffnete Truppe der Wehrmacht, die vor allem aus antikommunistischen russischen Emigranten im deutsch besetzten Militärverwaltungsgebiet Serbien bestand.

## Geschichte

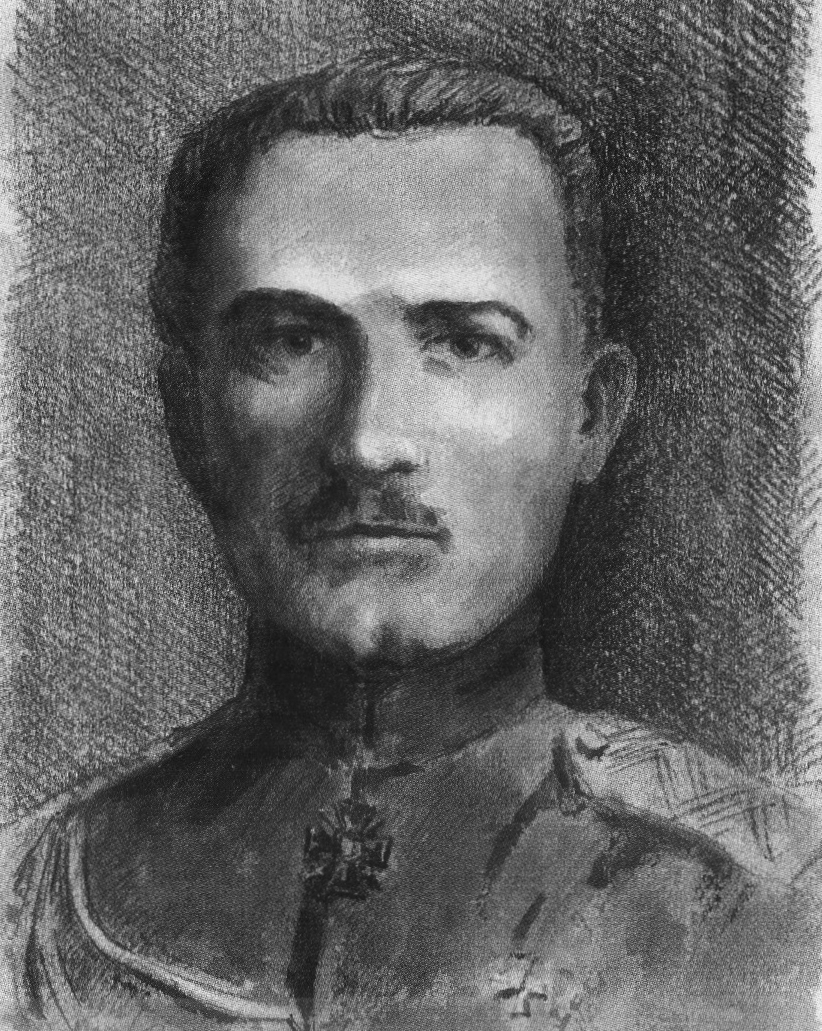
Bild des Kommandeurs des Russischen Schutzkorps Generalleutnant Boris Alexandrowitsch Schteifon

Das Korps wurde am 12. September 1941 in Belgrad von russischen Emigranten mit Genehmigung des deutschen Militärbefehlshabers Serbien und der serbischen Kollaborationsregierung gegründet. Es wurde von Generalleutnant Boris Alexandrowitsch Schteifon (1881–1945) befehligt und bestand aus fünf Regimentern zu je drei Bataillonen.
Von Ende 1941 bis Anfang 1944 diente das Korps vor allem als Schutztruppe für kriegswichtige Fabriken und Bergwerke in Serbien. Am 1. Dezember 1942 wurde das Korps in die Wehrmacht eingegliedert und unterstand direkt dem Oberkommando der Wehrmacht. Später kämpfte das Korps gegen die kommunistisch geführten jugoslawischen Partisanen und gegen nationalistische serbische Tschetniks.
Im Dezember 1943 war das Russische Schutzkorps als Flankenschutz am Unternehmen Kugelblitz beteiligt, um die Truppen der Volksbefreiungsarmee an der Flucht aus einer deutschen Einkesselung abzuhalten.
Ende 1944, während der sowjetischen Belgrader Operation, kämpfte das Russische Schutzkorps erfolglos gegen die Rote Armee.
Mit der deutschen Armee zog sich das Korps 1945 nach Bosnien und in die Untersteiermark zurück. Unmittelbar nach dem Tod von Schteifon in Zagreb am 30. April 1945 übernahm der russische Oberst Anatoli Rogoschin (1893–1972) das Kommando und führte das Korps weiter nach Norden, um sich den Briten in Südösterreich zu ergeben.
Im Gegensatz zu den meisten anderen russischen Formationen, die für den NS-Staat kämpften, wurden Rogoschin und seine Männer nicht als Sowjetbürger behandelt. Sie wurden von der Zwangsrückführung in die Sowjetunion befreit, schließlich freigelassen und durften sich im Westen niederlassen.